# برکووو (استان وارمی-ماسوری)
برکووو (به لهستانی:  Berkowo) یک روستا در لهستان است که در گمینا ودمینه واقع شده‌است. برکووو ۱۰۰ نفر جمعیت دارد.